# 늑대의 시간 (2003년 영화)
늑대의 시간(Le Temps Du Loup, The Time Of The Wolf)은 독일에서 제작된 미카엘 하네케 감독의 2003년 드라마 영화이다. 이자벨 위페르 등이 주연으로 출연하였고 베잇 헤이더슈카 등이 제작에 참여하였다.

## 출연

### 주연
- 이자벨 위페르
- 베아트리스 달

### 조연
- 파트리스 쉐로
- 로나 하트너
- 모리스 베니초우
- 올리비에 구르메
- 브리지트 뤼앙

## 제작진
- 공동제작: 마이클 웨버
- 미술: 크리스토프 캔터
- 의상: 리지 크리스틸